# András Adorján (flétnista)
András Adorján (* 26. září 1944 Budapešť) je flétnista maďarského původu.
Od roku 1956 vyrůstal v Dánsku, kde později přijal i státní občanství. Studoval v Kodani zubní chirurgii a hudbu. Poté pokračoval ve studiu u Jean-Pierre Rampala a na vysoké škole hudební v německém Freiburgu v mistrovské třídě švýcarského flétnisty Aurèla Nicoleta. V roce 1968 získal v Dánsku cenu Jacoba Gade a zároveň se stal laureátem flétnové soutěže v Montreux. V roce 1971 mu byla udělena Velká cena na mezinárodní flétnové soutěži v Paříži a jeho interpretační umění získalo mezinárodní ohlas.
Adorján působí i jako pedagog. V roce 1987 byl jmenován profesorem Vysoké hudební školy v Kolíně nad Rýnem, každoročně vyučoval na Rampalově hudební akademii v Nice a v dalších mistrovských interpretačních kurzech. Je také pravidelně porotcem významných flétnových soutěží a předsedou Německé společnosti pro flétnu.
Jako sólista objevoval Adorján díla mistrů minulosti (Danzi, Hummel) stejně jako moderních autorů, z nichž mnozí mu své skladby dedikovali. Byl přítelem českého flétnisty a muzikologa Milana Munclingera. Ve spolupráci s ním a souborem Ars rediviva např. natočil v roce 1984 soubor Bendových flétnových koncertů (Orfeo/Supraphon).